# Suzuki Jimny
O Jimny é um utilitário esportivo de porte mini com tração 4x4 produzido pela Suzuki. Lançado oficialmente no Japão em 1970, hoje é vendido em 188 países e regiões do mundo. No passado, em muitos desses locais, algumas de suas gerações anteriores receberam nomes diferentes, tais como Samurai e Sierra. Atualmente, seu nome original japonês (Jimny) já é adotado na maioria dos mercados.

## Características
Dependendo do mercado em que é vendido, o Jimny atual pode estar disponível em versões com motor a gasolina de 1,3 litro (M13AA), com motor a diesel de 1,5 litro (K9K) ou com motor a gasolina de 0,6 litro (K6A).
O M13AA é um motor em alumínio com quatro cilindros em linha, orientação longitudinal, 1.398cm³, DOHC 16 válvulas, comando de válvulas varíavel (ou VVT, Variable Valve Timing em inglês) e injeção eletrônica multiponto sequencial. Apresenta potência máxima de 85 cv a 6.000 rpm e torque máximo de 110 Nm a 4.100 rpm.
O K9K é um motor em alumínio com quatro cilindros em linha, orientação longitudinal, 1.461 cm³, SOHC 8 válvulas e injeção direta common-rail. Apresenta potência máxima de 86 cv a 3.750 rpm e torque máximo de 200 Nm a 1.750 rpm. Os modelos equipados com ele são identificados pela sigla DDiS.
O K6A é um motor em alumínio com três cilindros em linha, orientação longitudinal, 658 cm³, DOHC 12 válvulas, injeção eletrônica multiponto sequencial e turbo-compressor com intercooler. Apresenta potência máxima de 64 cv a 6.500 rpm e torque máximo de 106 Nm a 3.500 rpm. Equipa a versão Keijidosha do veículo comercializada no Japão.
O Jimny tem a carroceria montada sobre um chassis do tipo escada e as suspensões dianteira e traseira possuem, cada uma, três braços de apoio, um eixo rígido, duas molas helicoidais e dois amortecedores. Somada à maior altura em relação ao solo e aos ângulos de entrada e saída, essa típica configuração de jipe tem como objetivos principais a rigidez estrutural e a flexibilidade no contato com o terreno, características úteis em um veículo off-road.
A tração 4x4 é do tipo selecionável (4WD, Four-Wheel Drive ou Part-time), com caixa de transferência de dupla relação (alta e reduzida) e rodas-livres com cubos de bloqueio automático por vácuo. As trocas entre os modos 2WD (tração traseira), 4WD (4x4 High) e 4WD-L (4x4 Low) são feitas via comandos eletrônicos no painel. Um sincronizador permite mudanças entre 2WD e 4WD em velocidades de até 100 km/h, mas ainda é necessário parar completamente o veículo para se acionar o 4WD-L (reduzida). Como não há um diferencial central incorporado à caixa de transferência, o uso dos modos 4WD e 4WD-L em pisos com boa aderência não é recomendado, sob risco de danos ao sistema de transmissão.
Possui quatro lugares e porta-malas com capacidade para 113 litros ou, no caso do rebatimento total dos dois assentos traseiros, 324 litros. Equipamentos de segurança como macaco e chave de roda são acondicionados em um pequeno espaço interno, sob o chão do porta-malas, enquanto o pneu sobressalente é fixado em um suporte na parte externa da porta traseira.

## História

### Hope Star ON360 (1965-1970)
A história do Jimny e demais veículos 4x4 da Suzuki tem início com o Hope Star ON360, pequeno utilitário 4x4 criado em 1965 pela Hope Motor Company do Japão. A primeira versão do ON360 era equipada com um motor Mitsubishi ME24D a gasolina (do Minica 1964), com dois cilindros em linha, dois tempos, 359 cm³, OHV, refrigeração a ar, potência máxima de 21 cv a 5.500 rpm e torque máximo de 31,4 Nm a 3.500 rpm. Em 1967, o ON360 foi submetido à aprovação do departamento de transportes do governo japonês e, em 1968, 15 unidades do modelo conversível foram produzidas para o mercado interno. Entretanto, devido ao fraco desempenho comercial e insuficiente retorno financeiro, a Hope Motor Company acabou sendo vendida à Suzuki naquele mesmo ano, bem como todos os direitos relacionados ao projeto do ON360.

### LJ10 (1970-1972)

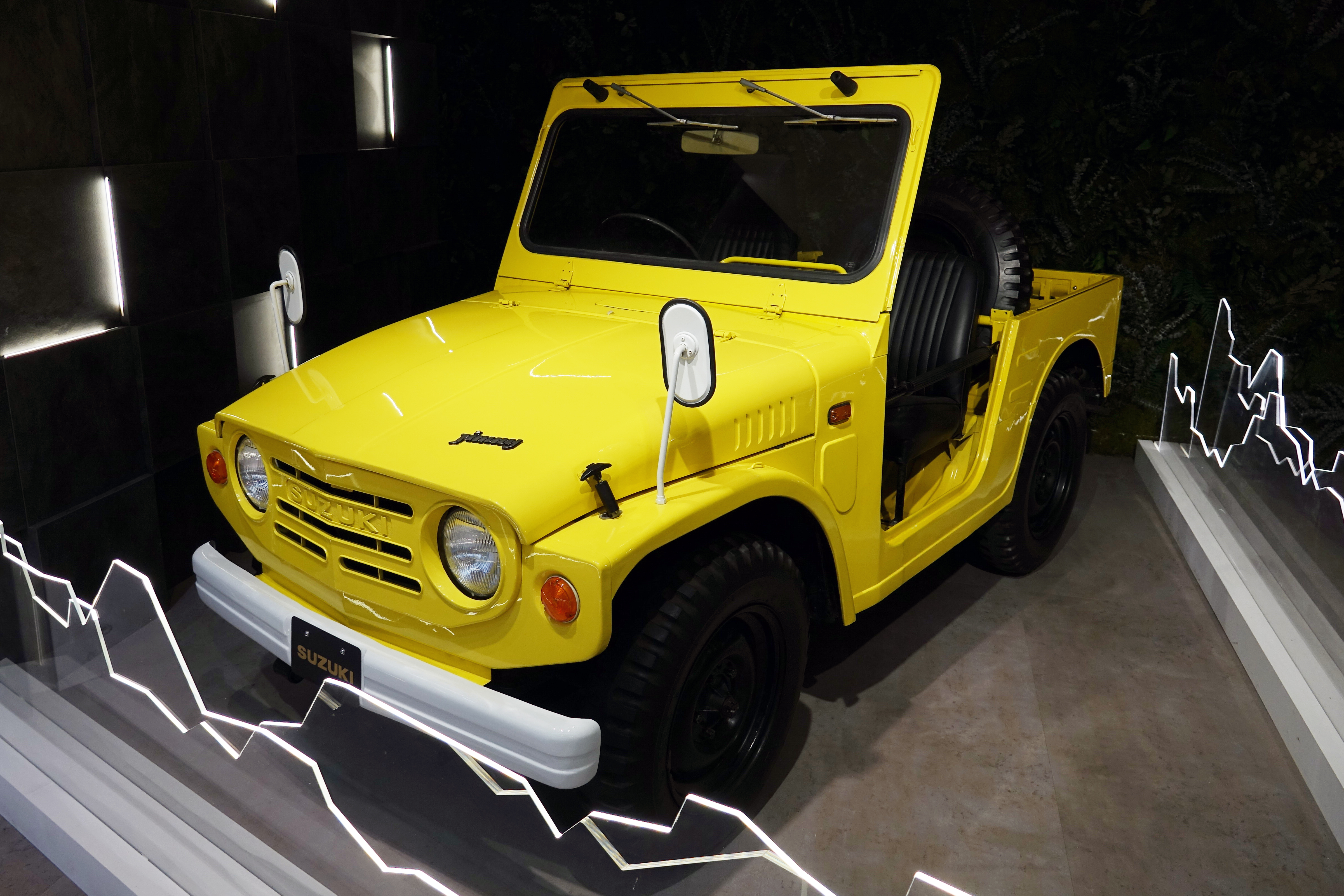
LJ10 / Jimny 360

Em 1970, após passar por diversas modificações, o novo ON360 foi apresentado, dessa vez com o nome de LJ10 (Light Jeep 10 ou Jimny 360). O visual havia sido aprimorado e o motor Mitsubishi ME24D substituído pelo Suzuki FB a gasolina, com dois cilindros em linha, dois tempos, 359 cm³, refrigeração a ar, potência máxima de 25 cv a 6.000 rpm e torque máximo de 33,4 Nm a 5.000 rpm. Possuía câmbio com 4 marchas sincronizadas e caixa de transferência com redução. O peso era de aproximadamente 600 kg e alcançava velocidades de cerca de 70 km/h. Trazia o pneu sobressalente instalado no lugar de um dos assentos traseiros, para que o comprimento total não excedesse 3 metros. Desse modo, o LJ10 poderia continuar inserido na categoria Keijidosha, o que lhe asseguraria benefícios fiscais e menor preço final. O LJ10 é considerado o primeiro veículo 4x4 da história da Suzuki.

### LJ20 (1972-1976)

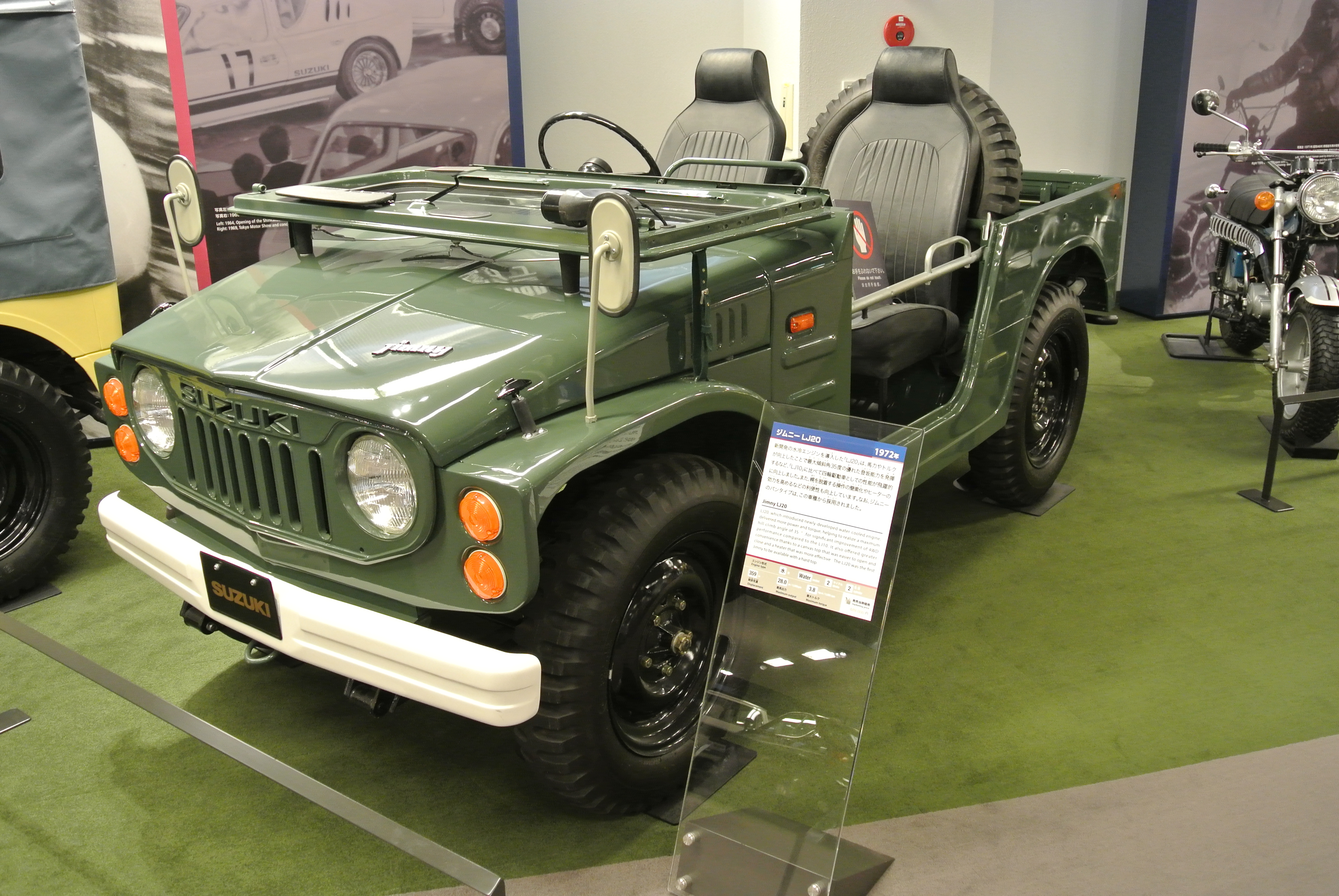
LJ20 / Jimny 360 Water Cooled

Em 1972, surgia o modelo LJ20 (ou Jimny 360 Water Cooled), com o novo motor L50 de 359 cm³ refrigerado a água e que, graças a uma maior taxa de compressão, agora alcançava potência máxima de 28 cv a 5.500 rpm e torque máximo de 37,3 Nm a 5.000 rpm. Assim como no LJ10, por segurança o freio de mão bloqueava diretamente a caixa de transferência, em vez das rodas traseiras. Com exceção de alguns detalhes, como a grade frontal de frisos verticais e as luzes de estacionamento separadas das de direção, o aspecto geral era basicamente o mesmo do seu antecessor, incluindo os três assentos e o pneu sobressalente no habitáculo. Para esse modelo, existiram versões com capota em metal ou lona, direção à direita ou à esquerda e bancos dianteiros com encosto de cabeça. Nos Estados Unidos, o LJ20 foi importado pela empresa IEC (International Equipment Co.).

### SJ10 (1976-1981)

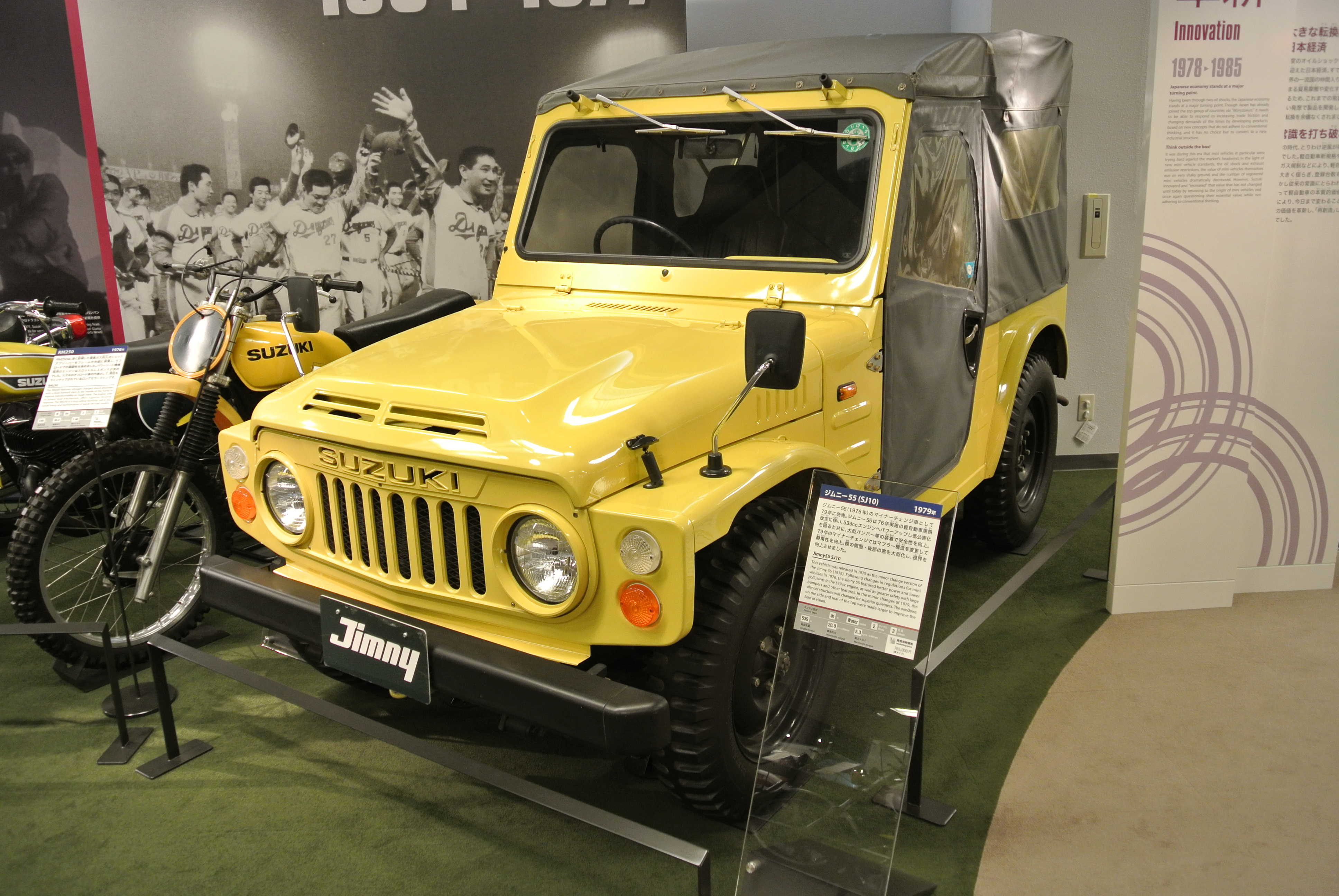
SJ10 / Jimny 55 / LJ50

O ano de 1976 marcou a introdução do modelo SJ10 ou Jimny 55, que trazia o novo motor T5, com três cilindros em linha, dois tempos, 539 cm³, potência máxima de 26 cv a 4.500 rpm e, graças a novos diferenciais, torque máximo de 52 Nm já a 3.000 rpm. Uma bomba de motocicleta era incorporada ao motor, para que a mistura de óleo e combustível fosse feita de modo automático. A velocidade máxima era de aproximadamente 100 km/h e o peso chegava aos 670 kg. O pneu sobressalente passava a ser fixado em um suporte externo na porta traseira, liberando espaço na cabine para a instalação de um quarto assento. Primeiro modelo da série SJ (Small Jeep), foi exportado para vários países, recebendo o nome de LJ50 em alguns deles. Na Austrália, a variação LJ50S trazia capota e portas em lona, enquanto a LJ50V possuía carroceria totalmente em metal, com o pneu sobressalente instalado na parte interna.

### SJ20 (1977-1982)

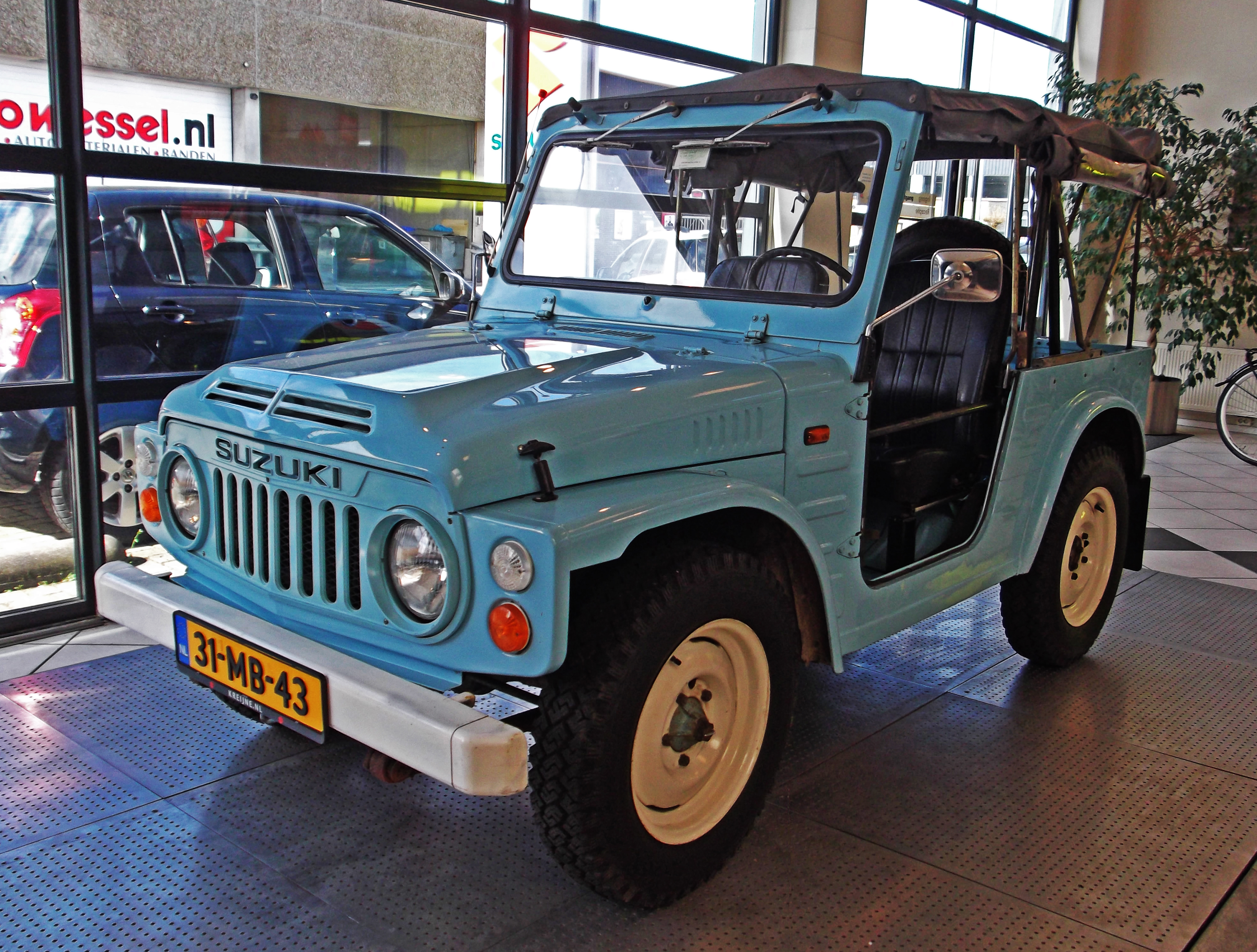
SJ20 / Jimny 8 / LJ80

Lançado em 1977, o SJ20 ou Jimny 8 foi o último modelo da geração original. Apesar da semelhança visual com seu antecessor, trazia o novo motor F8A, com quatro cilindros em linha, quatro tempos, 797 cm³, SOHC 8 válvulas, potência máxima de 41 cv a 5.500 rpm e torque máximo de 61 Nm a 3.500 rpm. A velocidade máxima era de aproximadamente 110 km/h e o peso chegava aos 762 kg. O interior remodelado completava o conjunto de modificações. Devido às melhorias mecânicas, consumia menos combustível e emitia menos poluentes que o SJ10, ainda disponível no mercado interno japonês. Exportado para diversos países, recebeu nomes como LJ80 ou Eljot 80 (Holanda). Entre os novos acessórios disponíveis, estavam rodas esportivas, carpete para o assoalho, assentos melhores, quebra-mato e faróis adicionais. Em 1979, surgia um modelo pick-up para cargas leves, conhecido como LJ81 em mercados externos. O SJ20 permaneceu em produção até 1982, quando foi descontinuado.

### SJ30 (1981-1987)

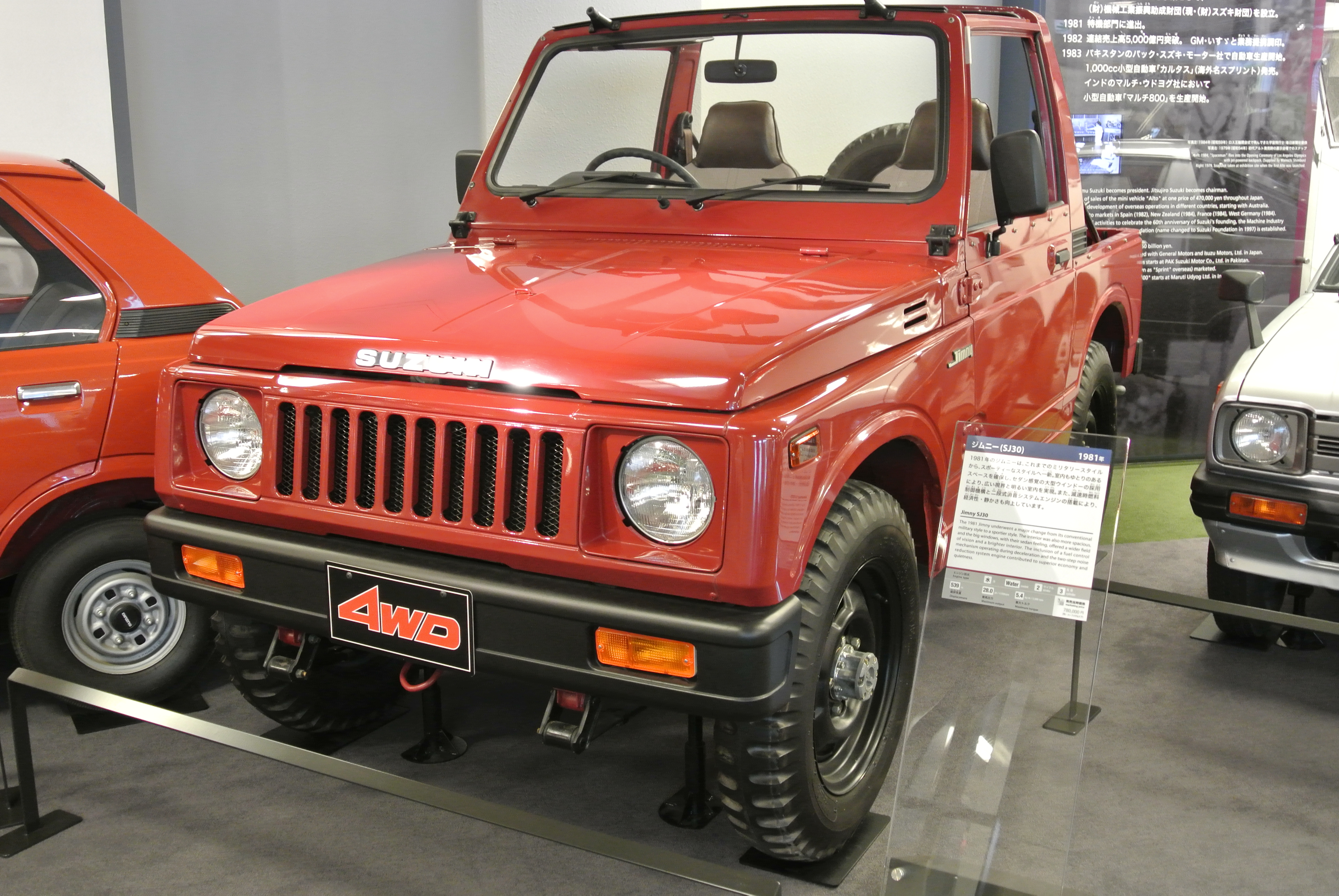
SJ30 / Jimny 550

Produzido apenas para o mercado japonês, o SJ30 estava equipado com uma versão discretamente aprimorada do motor T5, com três cilindros em linha, dois tempos, 539 cm³, potência máxima de 28 cv a 4.500 rpm e torque máximo de 53 Nm a 2.500 rpm. Trazia câmbio manual de 4 velocidades, suspensão um pouco mais macia, freios melhorados e novo sistema elétrico e de ignição. A maior novidade do SJ30, no entanto, era a carroceria redesenhada, com a estréia do estilo anguloso que se tornaria característica comum ao veículo em suas várias séries seguintes. Novo painel de instrumentos e interior remodelado completavam o conjunto de alterações. Entre as versões disponíveis, estavam as com capota em metal, em lona, totalmente conversível e pick-up, nenhuma delas exportada para outros países. O SJ30 é um modelo Keijidosha, diferente de seu sucessor, o SJ40, que não se enquadra nessa categoria.

### SJ40 (1982-1984)

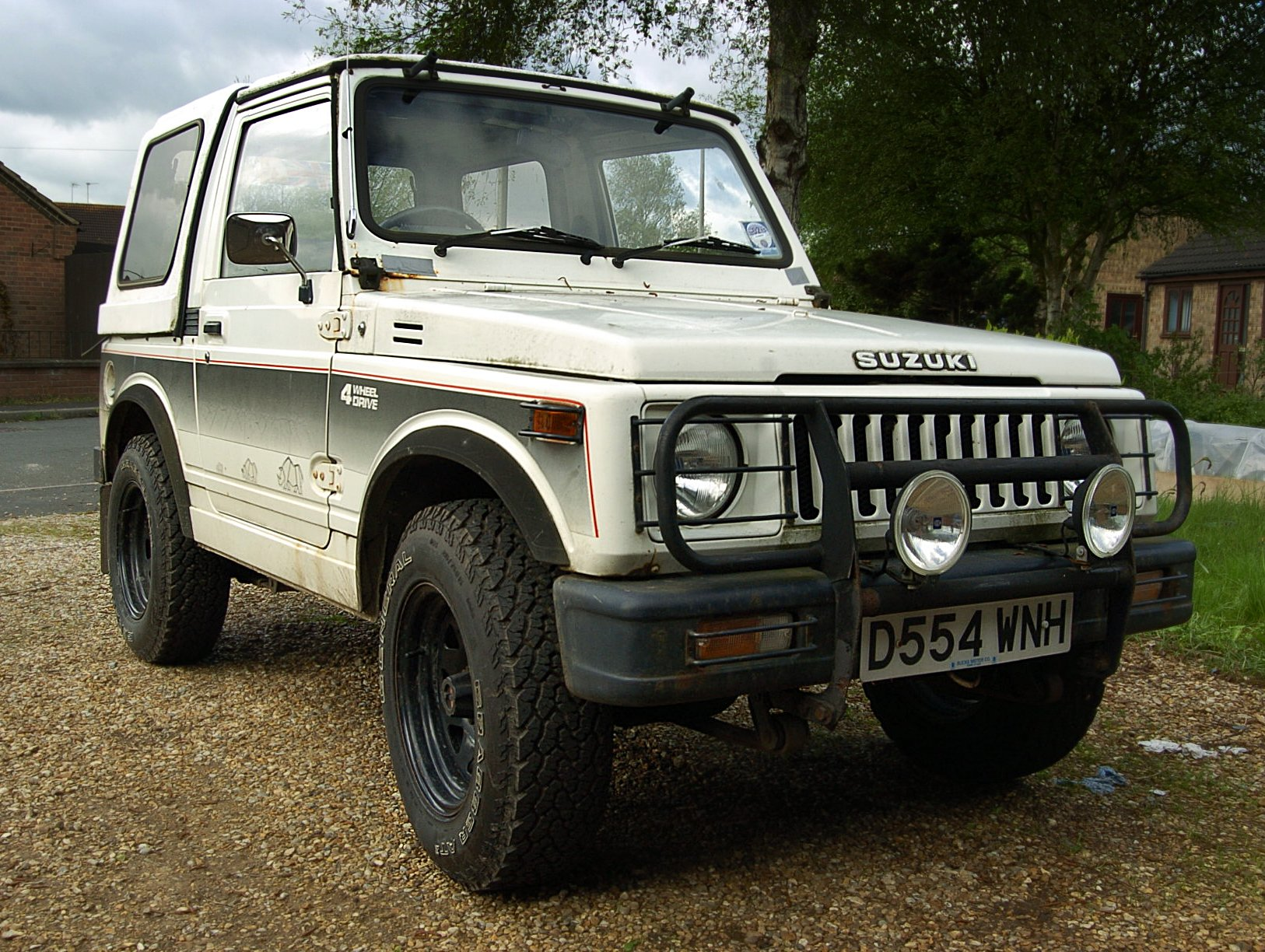
SJ40 / Jimny 1000 / SJ410

Lançado em 1982, o SJ40 ou Jimny 1000 marca o início das vendas em larga escala da série SJ. Estava equipado com o motor F10A, com quatro cilindros em linha, quatro tempos, 970 cm³, SOHC 8 válvulas, potência máxima de 52 cv a 5.000 rpm e torque máximo de 80 Nm a 3.500 rpm. Contava também com câmbio manual de 4 velocidades, freios de tambor nas quatro rodas, suspensões por feixes de molas semi-elípticas, amortecedores traseiros a gás, carroceria redesenhada para mais estabilidade, maiores ângulos de entrada e saída e novo interior. Estava disponível em versões com capota em metal, lona, totalmente conversível e pick-up. Na maioria dos países em que foi vendido, recebeu o nome de SJ410 e, além de exportado diretamente do Japão, foi também produzido em Linares, na Espanha, pela empresa Santana Motor, sendo lá conhecido como Samurai 1.0 ou Samurai Mil.

### SJ413 (1984-1988)

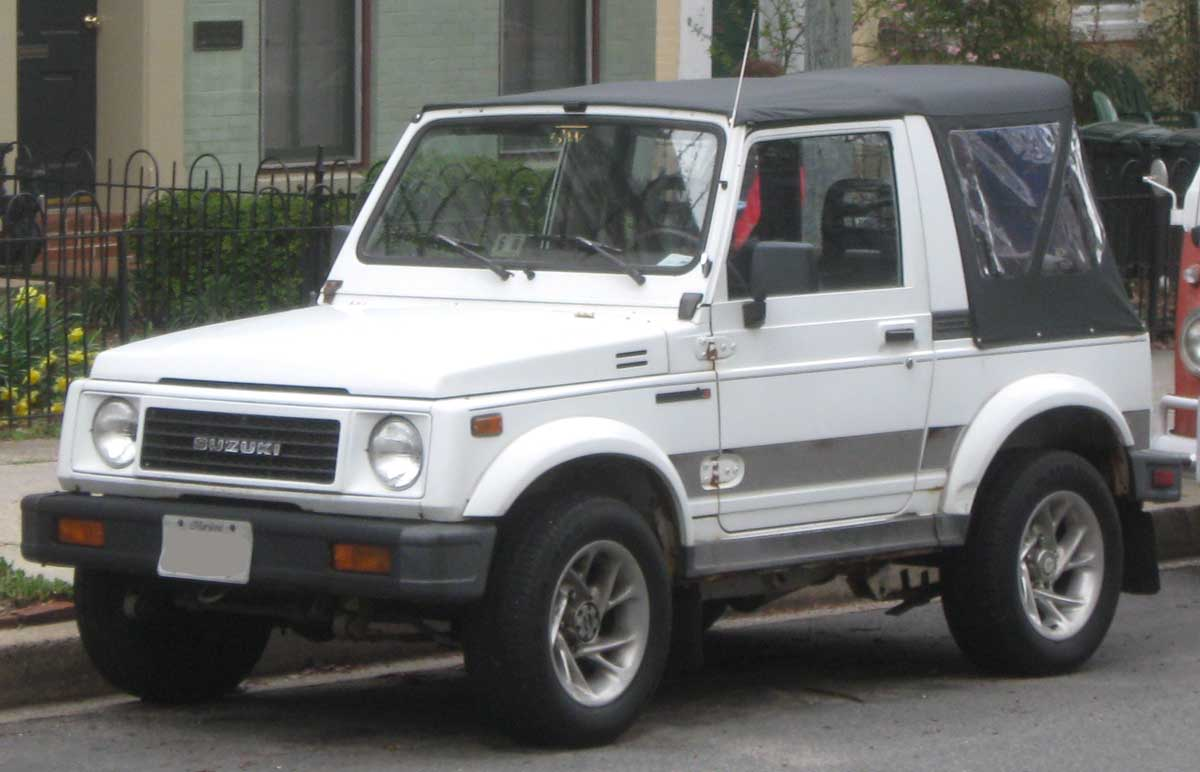
SJ413 / JA51 / Jimny 1300

Lançado em 1984, o SJ413, também conhecido no Japão como Jimny 1300 ou JA51, trazia o novo motor G13A, com quatro cilindros em linha, quatro tempos, 1.324 cm³, SOHC 8 válvulas, potência máxima de 70 cv a 5.500 rpm e torque máximo de 104 Nm a 3.500 rpm, inicialmente oferecido com carburador e posteriormente com injeção eletrônica monoponto. Um novo câmbio de 5 marchas melhorava o desempenho do veículo em altas velocidades e freios mais eficientes foram instalados nas quatro rodas. A suspensão ganhou barras estabilizadoras melhores e a carroceria e o interior foram redesenhados também. O SJ413, assim como o SJ410, recebeu diferentes nomes nos muitos mercados nos quais foi vendido ao redor do mundo, como por exemplo Suzuki Samurai, Chevrolet Samurai, Suzuki Sierra, Suzuki Santana, Suzuki Caribbean, Suzuki Potohar, Holden Drover e Maruti Gypsy. O modelo atual do veículo já recebe o nome original japonês (Suzuki Jimny) em diversos países.

### JA71 (1986-1990)

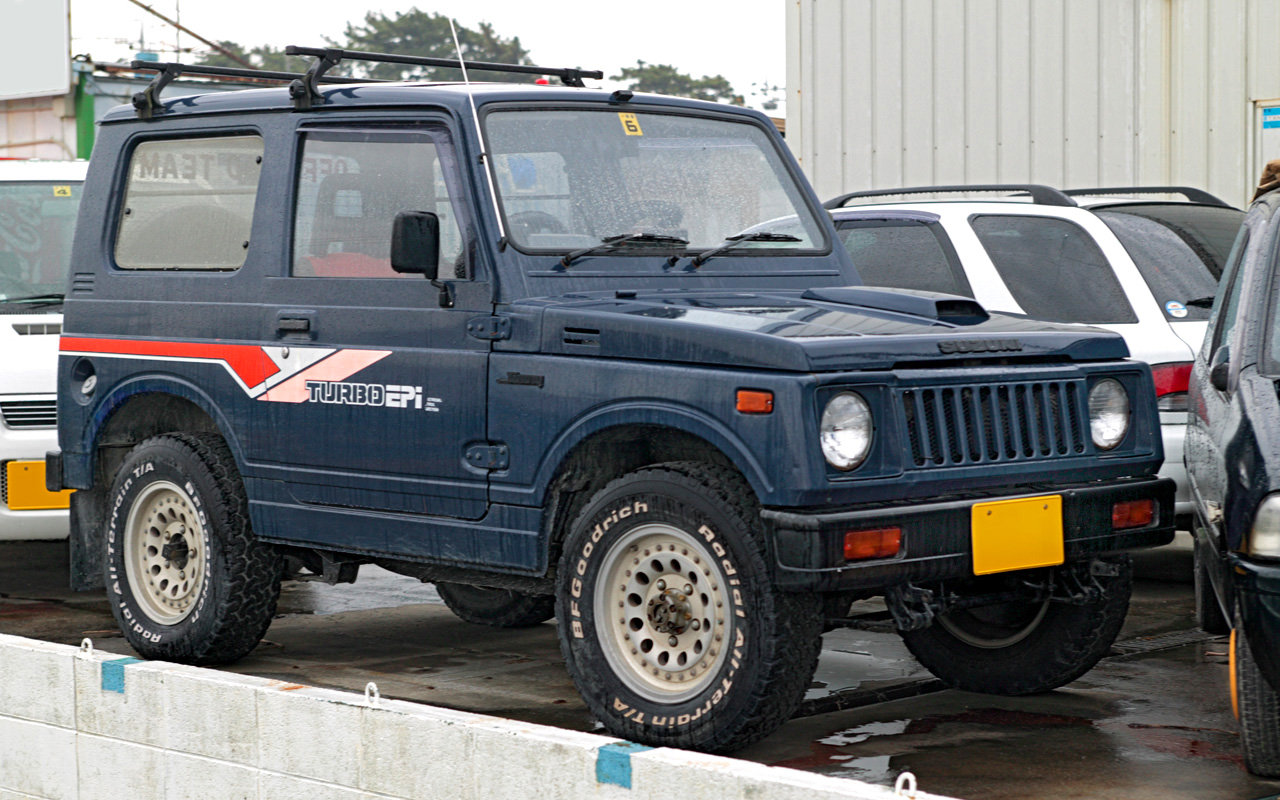
Jimny JA71

O JA71 era basicamente uma versão Keijidosha do SJ413, lançada em Janeiro de 1986 para o mercado japonês. O novo motor F5A, com três cilindros em linha, quatro tempos, 543 cm³ e SOHC 8 válvulas, vinha equipado com um turbo-compressor que lhe conferia ganho em desempenho. Inicialmente, a potência máxima era de 42 cv a 6.000 rpm e o torque máximo era de 58 Nm a 4.000 rpm. Em Novembro de 1987, um intercooler era acrescentado ao F5A, ampliando sua potência para 52 cv a 5.500 rpm e seu torque para 70 Nm a 4.000 rpm. Todas as versões contavam com o câmbio manual de 5 marchas do SJ413 e um novo módulo aprimorado de injeção eletrônica, o EPI (Electronic Petrol Injection). Ainda em 1987, surge a versão com cabine elevada, que mais tarde também seria exportada. Entre algumas das diferenças visuais, estavam a tomada de ar do intercooler no capô, pneus maiores, faixas decorativas laterais, instrumentos de melhor visualização e, em alguns casos, grade dianteira com frisos horizontais.

### JB23(1998-2022)

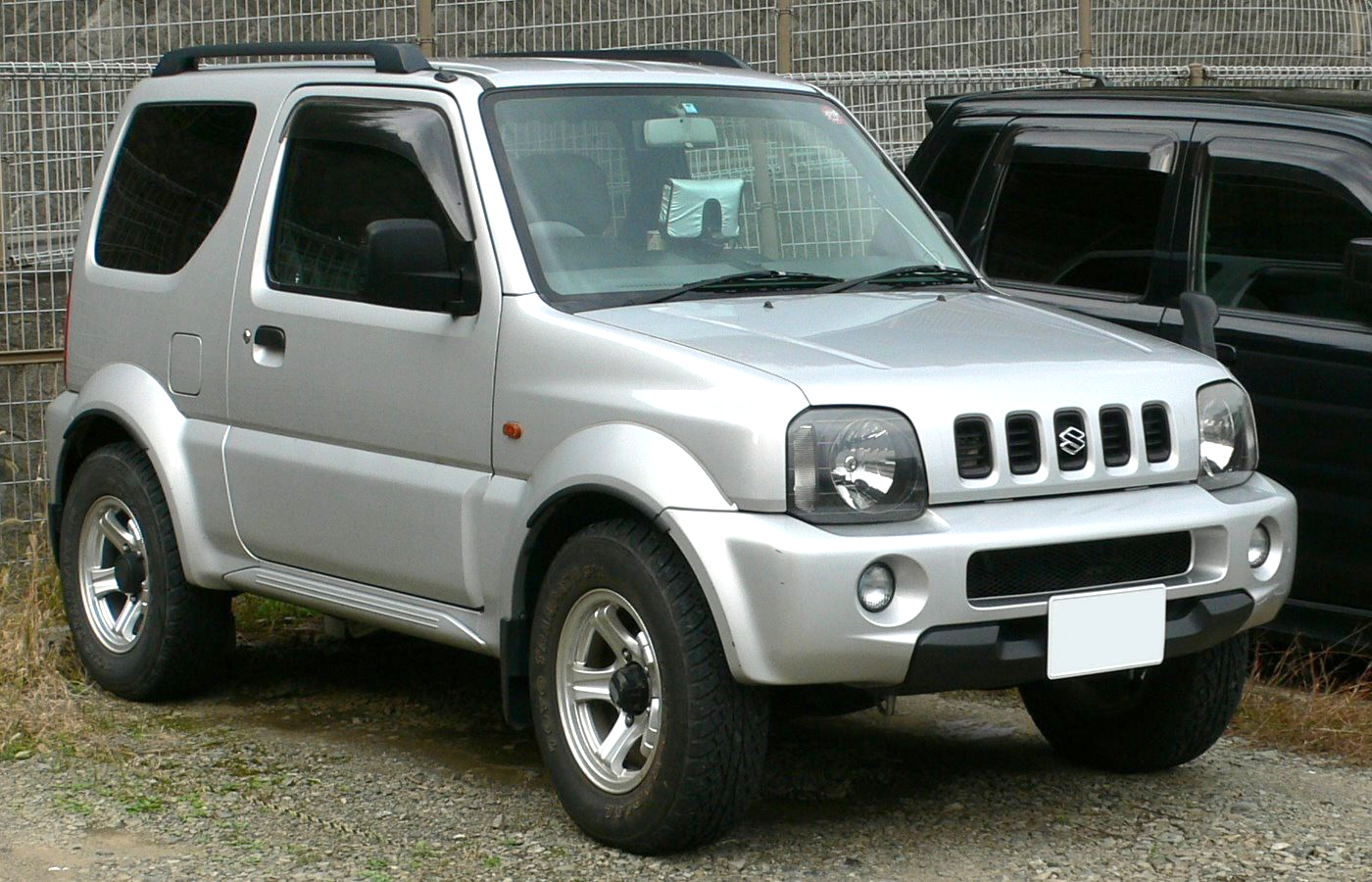
Jimny JB23

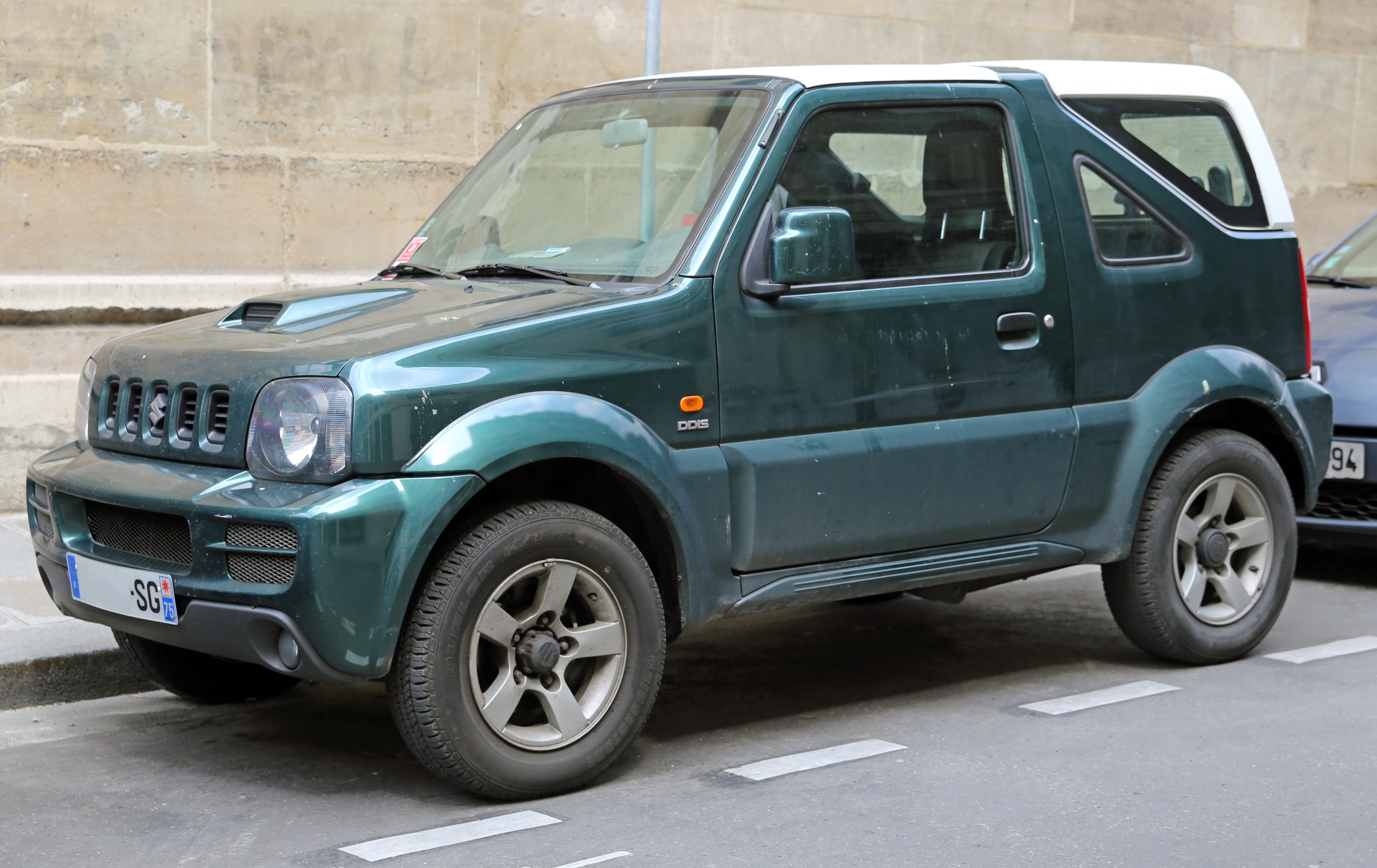
Jimny Versão Canvas

Em 1997 no Tokyo Motor Show, a Suzuki apresentou o novo Jimny com um design muito mais moderno. O modelo manteve o chassi do tipo escada e caixa de cambio com marchas reduzidas, diferentemente de muitos concorrentes compactos 4x4 que não possuem uma caixa reduzida e são estritamente classificados como "crossover". Nos mercados internacionais foi disponibilizado em duas versões: uma versão padrão com teto rígido e outra "Cabriolet" com teto em Canvas, que foi introduzido no Salão de Barcelona em maio de 1999 e produzido apenas pela Santana, na Espanha, entre 1999 e 2009. O Jimny substituiu o popular modelo Vitara, que passou a ser vendido no Brasil como um "crossover" e não mais um 4x4. Para o mercado doméstico japonês, uma versão com motor K6A de 660 cc, adequada à categoria Kei Jidosha, é responsável pela maioria das vendas do Jimny.
O novo Jimny foi originalmente equipado com o motor G13BB de 1.3 litros, também utilizado no JB32. O motor G13BB de 80 cv (59 kW) foi substituído no Japão em janeiro de 2000 pela nova geração do motor M com VVT e 16 válvulas, mas continuou sendo utilizado nas versões "cabriolet" fabricadas na Espanha até 2005. Para o mercado europeu continental, onde carros a diesel têm uma participação significativa, o Jimny JB53 com motor turbo-diesel foi lançado em 2004. Este modelo, fabricado pela Santana, utiliza o motor K9K DDiS de 1.461 cc, construído pela Renault. Inicialmente, ele produzia 65 cv (48 kW), mas sua potência foi aumentada para 86 cv (63 kW) em 2005, igualando-se à versão a gasolina. Este modelo foi descontinuado em 2011 e nunca esteve disponível no Reino Unido e na Irlanda.
O Jimny possui um sistema 4x4 parcial controlado por três botões no painel: 2WD, 4WD e 4WD-L. O padrão é o modo 2WD, que aciona apenas as rodas traseiras. Quando o modo 4WD é selecionado, as rodas dianteiras também são acionadas em marcha alta. O modo 4WD-L aciona todas as rodas em uma relação de marcha mais baixa. Como é um sistema 4x4 parcial, ele não possui diferencial central ou acoplamento viscoso para permitir diferenças de velocidade entre as rodas dianteiras e traseiras, portanto, apenas o modo 2WD funciona bem em pavimento seco.
Os cubos de travamento a vácuo do Jimny permitem que ele mude de 2WD para 4WD em velocidades de até 100 km/h. Para mudar para a 4WD-L, é necessário que o veículo esteja parado. Os modelos mais novos do Jimny possuem seleção eletrônica de tração nas quatro rodas, que exige que o veículo esteja parado, com a embreagem pressionada e o câmbio em neutro para selecionar a 4WD-L.
O Jimny tem janelas grandes, proporcionando excelente visibilidade, exceto por um ponto cego considerável causado pelo grande pilar "B". A grande quantidade de vidro também amplifica a quantidade de calor recebida pela cabine e o Jimny vem com ar-condicionado de série em algumas regiões.
No Brasil, foi disponibilizado em 4 versões, S (depois lançada como 4Work), 4All, 4Street (substituída pela 4Sun, com teto solar) e 4Sport. Os carros vieram com diversas alterações estéticas com relação ao original japonês, tais como nova grade, para-choques maiores, entrada de ar no capô e alargadores de para-lamas. Em 2017 algumas unidades do Suzuki Jimny Canvas foram oferecidas ao público em duas versões, 4All com preços partindo de R$ 80.900 à época e a 4Sport, com para-choques diferenciado, snorkel e apoio de pé na lateral, partindo de R$ 86.900. Esta versão havia sido apresentada no Salão do automóvel de São Paulo em 2016. Na Europa, as versões Hard Top e Canvas Top estão disponíveis nas especificações JX e JLX. Estas são designações padrão na linha off-road da Suzuki, com a JLX sendo a versão "luxo" totalmente equipada. No caso do Jimny, a JLX adiciona rack de teto, direção hidráulica, vidros elétricos, espelhos externos ajustáveis eletricamente e várias melhorias de conforto no interior. Ambas as versões estão disponíveis com câmbio manual de cinco marchas ou automático de quatro marchas. A opção 2WD está disponível apenas com o câmbio manual de cinco marchas.
Em 2009, a Santana Motor da Espanha encerrou seu acordo com a Suzuki para fabricar a versão Canvas Top, que não está mais disponível desde então. Em 2011, a Santana Motor foi à falência. O Grupo Souza Ramos do Brasil, que costumava fabricar carros Mitsubishi sob licença, começou a fabricar o Suzuki Jimny no Brasil em 2012 para compensar a perda de capacidade de produção da Santana Motor. Não se sabe se a versão Canvas Top também seria fabricada no Brasil.
Assim como no Japão, os Jimnys na Austrália têm o nome Jimny Sierra desde 2007, devido ao nome Sierra ter se tornado sinônimo de veículos off-road pequenos e capazes. Desde 1999, a GM Colmotores monta o modelo JB33 de 1.3 litros e 79 cv (58 kW) sob o nome "Chevrolet Jimny" em Bogotá, Colômbia. O Jimny também está disponível como importação paralela em Singapura.
Em 2012, para o ano-modelo de 2013, o Jimny recebeu uma reestilização na parte frontal, com uma grade e para-choque mais angulares e um scoop no capô. Para o mercado indonésio, o Jimny reestilizado foi lançado no 25º Gaikindo Indonesia International Auto Show em 10 de agosto de 2017, e 88 unidades foram vendidas exclusivamente por um período limitado.
A produção da terceira geração do Jimny foi encerrada em todo o mundo (exceto no Brasil) em 2018, após 20 anos de fabricação, enquanto a Suzuki se preparava para o lançamento da quarta geração no final de 2018.
Em 2021, uma empresa britânica chamada Yomper 4×4 começou a produzir algumas picapes baseadas na terceira geração do Jimny, com o modelo Bergan tendo uma distância entre eixos menor do que a versão chamada Yomper 4×4 Commercial. Em 2022, a Suzuki Brasil encerrou a produção da terceira geração do Jimny em sua fábrica de Catalão, devido a novas regulamentações que exigiam uma atualização do motor 1.3 litros M13A. Na época, a linha da Suzuki Brasil consistia em dois modelos Jimny, com o modelo de quarta geração conhecido como "Jimny Sierra" e a terceira geração reestilizada disponível em quatro versões diferentes (todas com o motor M13A), com o Jimny 4Work sendo o modelo básico e o Jimny Forest o modelo topo de linha.

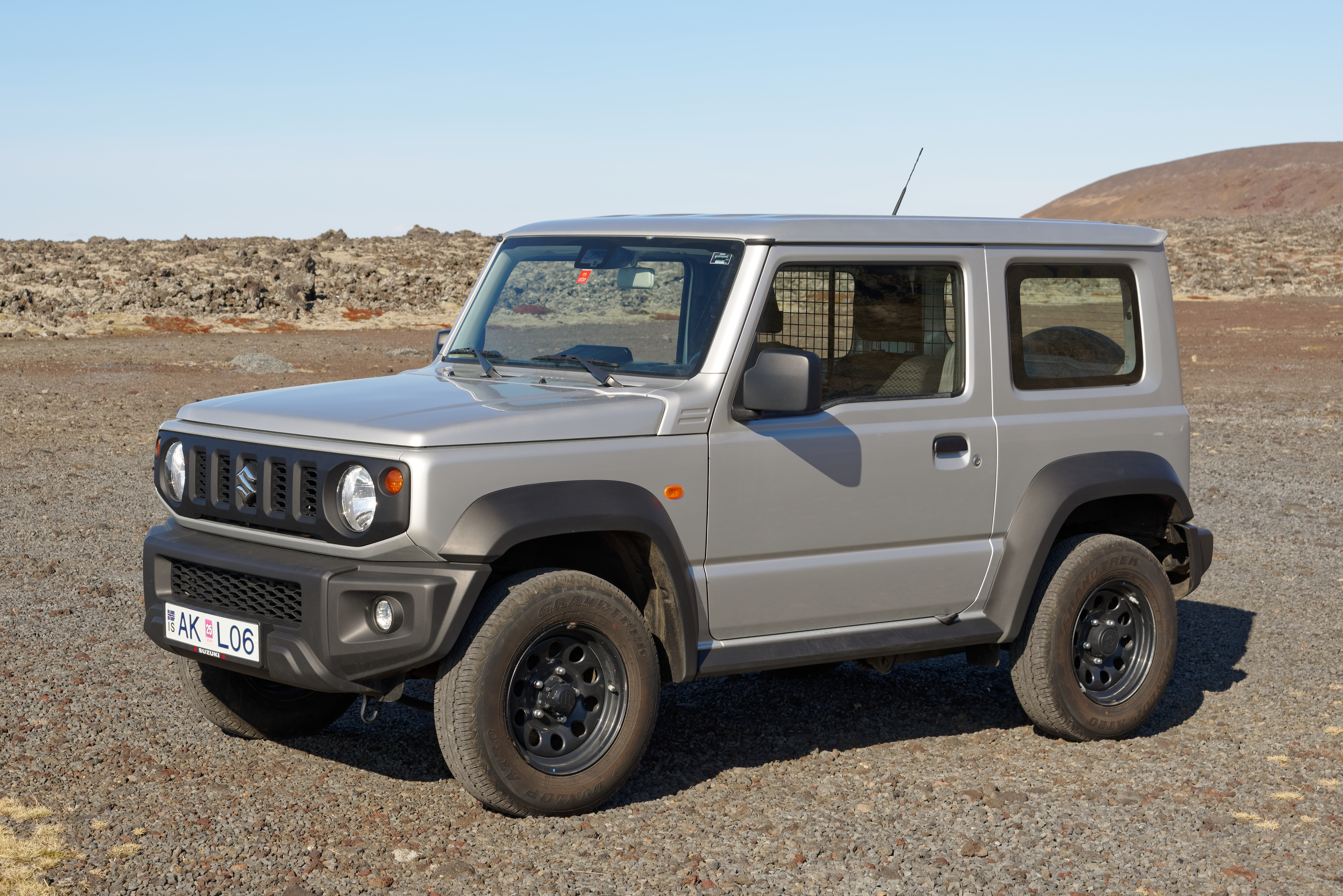
Jimny JB74

### JB74W e JB64W (2018 - Atualmente)
A quarta geração do Jimny e do Jimny Sierra foi lançada no Japão em 5 de julho de 2018, com um estilo que lembra as gerações anteriores LJ e SJ. A produção começou no Japão em 29 de maio de 2018, na fábrica de Kosai da Suzuki. O novo modelo chegou ao Brasil em 2019, trazendo mais conforto aos ocupantes, incluindo a opção por câmbio automático. Este modelo passou a ter estrutura 50% mais rígida, tornando sua capacidade off-road ainda maior 
Em janeiro de 2023, a Suzuki lançou a versão de cinco portas com longa distância entre eixos do Jimny, baseada na versão Sierra, usando o motor K15B de 1,5 litros, compatível com as normas de emissões.

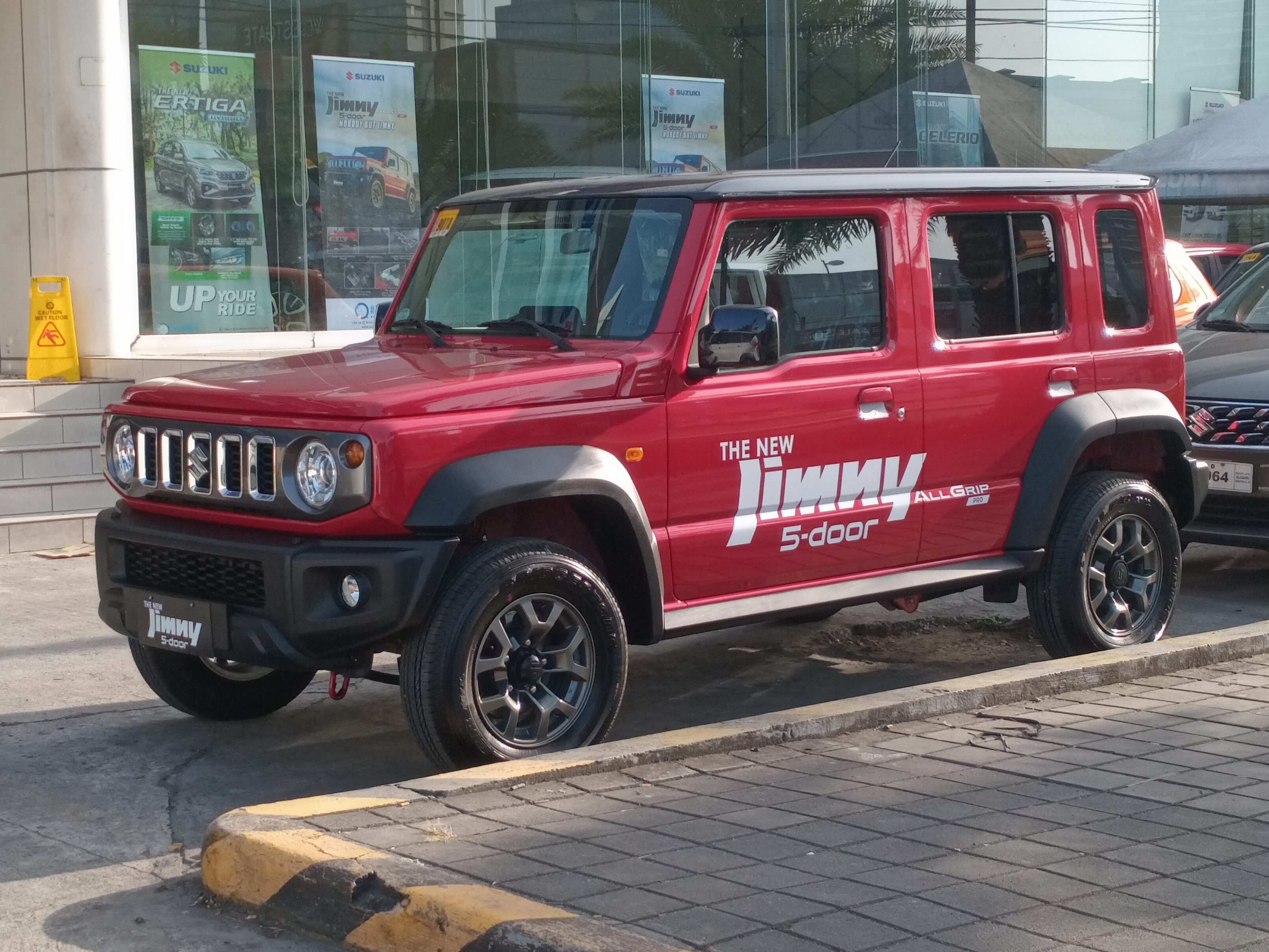
Jimny XL - 5 portas

Versão de 5 portas - Suzuki Jimny XL
Um modelo com 5 portas passou a ser oferecido desde novembro de 2023 na África do Sul e dezembro de 2023 na Austrália. O modelo é ofertado ainda na Nova Zelândia e Filipinas em janeiro de 2024 e mais tarde, em julho de 2024 na Malásia. O modelo ainda fez uma aparição no 31º Salão Internacional do Automóvel da Indonésia em fevereiro de 2024. Há rumores que esta versão de 5 portas será oferecida no Brasil e países da América Latina ao longo de 2025.
O grande diferencial da versão 5 portas, além das portas traseiras adicionais, é a presença de uma terceira janela na silhueta do carro. A adição das portas traseiras foi possível ao aumentar o comprimento do veículo em 32 cm e o entre-eixos em 34 cm, mantendo altura, largura e os demais aspectos de design do carro. Houve queda do ângulo de ataque de 37 para 36 graus e do ângulo de saída de 28 para 24 graus. A capacidade do porta-malas saltou de 85 litros na versão de 3 portas para 211 litros na versão 5 portas, com os bancos rebatidos são 377 litros para a versão 3 portas e 332 para a versão de 5 portas. 
Design
O design body-on-chassis continuou com a tradição da linha e manteve um chassi tipo escada, suspensão de eixo rígido 3-link com mola helicoidal e tração nas quatro rodas temporária com marcha reduzida, comercializada como. As opções de transmissão são manual de 5 marchas e automática de 4 marchas.
O exterior tem pilares A verticais, capô plano estilo "concha", linhas das janelas do motorista e passageiro que se inclinam na frente para aumentar a visibilidade, uma grade preta simples com faróis redondos, calhas de chuva no teto e extensões de arco de roda proeminentes. O espaço interno de bagagem pode ser expandido ao dobrar os bancos traseiros, criando um espaço de 377 litros com piso plano, cinco furos de utilidade e quatro âncoras para bagagem. O design resulta em um ângulo de entrada de 37 graus, ângulo de quebra de rampa de 28 graus e ângulo de saída de 49 graus.
O Jimny incorpora uma série de recursos de segurança, comercializados pela Suzuki como Suzuki Safety Support. O sistema Dual Sensor Brake Support (DSBS) determina se há risco de colisão frontal e emite um alerta sonoro e visual, aumenta a força de frenagem ou aplica frenagem automática para evitar a colisão ou minimizar os danos. Outras funções incluem alerta de saída de faixa, alerta de desvio de trajetória e assistente de luz alta, que alterna automaticamente entre faróis altos e baixos.
Motores
No Brasil o Jimny é equipado com um motor a gasolina K15B de 1,5 litros e quatro cilindros naturalmente aspirado (75 kW (102 PS; 101 hp) a 6.000 rpm, 138 N⋅m (14,1 kg⋅m; 102 lb⋅ft) a 4.400 rpm). No Japão, seguiram ofertando uma versão kei-jidosha, com um motor a gasolina turbo de 3 cilindros e 658 cc.
Mercados
Brasil
No Brasil é fabricado pela HPE Automotores em Catalão, GO e todas as versões são equipadas com o motor de 1,5 litros e quatro cilindros naturalmente aspirado. As verões ofertadas são chamas de Jimny Sierra, 4You, 4Sport, 4Style e 4Expedition. São versões equipadas com tração 4x4 All-Grip com reduzida e bloqueio de diferencial.  
Japão
No mercado doméstico, a versão kei car é vendida apenas como Jimny e a versão de entre-eixos padrão como Jimny Sierra. O Jimny está disponível nos níveis de acabamento XG, XL e XC, enquanto o Jimny Sierra está disponível nos acabamentos JL e JC. Todas as variantes têm a opção entre transmissão manual de 5 marchas ou automática de 4 marchas.
Europa
O Jimny fez sua estreia europeia na Alemanha em outubro de 2018. Em 2020, foi descontinuado nos mercados europeus devido às suas altas emissões de CO₂ e às rigorosas regulamentações de emissões da UE. Foi reintroduzido em 2021 como um veículo comercial, com os bancos traseiros removidos e uma divisão separando o espaço de carga dos assentos da frente.
África do Sul
O Jimny foi lançado na África do Sul em 2 de novembro de 2018, com dois níveis de acabamento: GA e GLX, disponível com transmissão manual de 5 marchas ou automática de 4 marchas. Em março de 2022, o novo acabamento intermediário GL foi adicionado.
Em novembro de 2023, o Jimny de 5 portas estreou na África do Sul com os acabamentos GL e GLX.
Austrália
O Jimny foi lançado na Austrália em 24 de janeiro de 2019, com acabamento único GLX, disponível com transmissão manual de 5 marchas ou automática de 4 marchas. Em junho de 2021, o acabamento básico Lite foi adicionado. Esse modelo tem rodas de aço, faróis com unidades de halogênio em vez de LED e unidade de áudio básica no lugar da tela sensível ao toque.
Em dezembro de 2023, o Jimny de 5 portas estreou na Austrália como o Jimny XL.
Nova Zelândia
O Jimny foi lançado na Nova Zelândia em 14 de março de 2019 como Jimny Sierra. Apenas uma variante estava disponível, com transmissão manual de 5 marchas ou automática de 4 marchas.
Em janeiro de 2024, o Jimny de 5 portas estreou na Nova Zelândia.
Filipinas
O Jimny foi lançado nas Filipinas em 8 de março de 2019, com dois níveis de acabamento: GL (manual) e GLX (automático).
Em janeiro de 2024, o Jimny de 5 portas estreou nas Filipinas, com os acabamentos GL (manual) e GLX (automático).
Singapura
O Jimny foi lançado em Singapura em 27 de abril de 2019, com uma única variante emparelhada apenas com transmissão automática de 4 marchas.
Tailândia
O Jimny foi lançado na Tailândia em 27 de março de 2019, no 40º Salão Internacional do Automóvel de Bangkok, com uma única versão não nomeada, disponível com transmissão manual de 5 marchas ou automática de 4 marchas.
Indonésia
O Jimny foi lançado na Indonésia em 18 de julho de 2019, no 27º Salão Internacional do Automóvel da Indonésia, após ser exibido no 26º Salão Internacional do Automóvel da Indonésia. Para a Indonésia, o Jimny vem em uma única versão não nomeada, disponível com transmissão manual de 5 marchas ou automática de 4 marchas.
Em fevereiro de 2024, o Jimny de 5 portas estreou na Indonésia no 31º Salão Internacional do Automóvel da Indonésia.
México
O Jimny foi lançado no México em 12 de novembro de 2020, com acabamento único GLX, disponível com transmissão manual de 5 marchas ou automática de 4 marchas. O modelo Jimny 2021 esgotou em 3 dias após as primeiras 1.000 unidades reservadas.
Índia
A montagem do Jimny começou na Índia em janeiro de 2021 como um modelo de exportação. O Jimny de 3 portas fabricado na Índia foi exportado para mercados africanos e países do Oriente Médio.
Em janeiro de 2023, o Jimny de 5 portas foi introduzido para o mercado doméstico. O modelo foi lançado na Índia em 7 de junho de 2023 com dois níveis de acabamento: Zeta e Alpha, disponível exclusivamente na rede de concessionárias Nexa, destinada a modelos de alto padrão da Maruti Suzuki. Em outubro de 2023, o Jimny de 5 portas começou a ser exportado para o Oriente Médio, América Latina, África do Sul e Sudeste Asiático.
Oriente Médio
O Jimny de 3 portas foi lançado nos mercados do CCG em fevereiro de 2021, disponível em dois acabamentos: GL (manual) e GLX (automático).
Em 1 de novembro de 2023, o Jimny de 5 portas foi lançado nos mercados do CCG.
Malásia
O Jimny foi lançado na Malásia em 30 de setembro de 2021, com uma única versão, disponível apenas com transmissão automática de 4 marchas.
Em julho de 2024, o Jimny de 5 portas estreou na Malásia em uma única variante.